# Jerónimo de Arbolanche
Jerónimo de Arbolanche (Tudela, ca. 1546 - 13 de junio de 1572), escritor español del Siglo de Oro. También conocido como Hieronymo Arbolanches, Jerónimo de Arbolancha y Jerónimo de Arbolánchez.
Descendiente de una acomodada familia de mercaderes, parece que fueron sus padres Pedro de Bilbao y María Vitas. Se casó con Graciosa de Cascante según consta por el notario Nicasio de Spés.
Parece ser que pasó gran parte de su vida en Tudela. Allí frecuentó la tertulia que organizaba el marqués Pedro de Magallón Vergara y Veraiz en el Palacio de San Adrián, al que asistía un grupo de humanistas vinculados al Estudio de Gramática de Tudela (1571-1574): Pedro Simón Abril, director del citado Estudio (luego sería nombrado catedrático de la Universidad de Zaragoza), el eclesiástico y maestro Melchor Enrico, presbítero tudelano que dirigió también, en algún momento, el Estudio de Gramática, que escribió varias comedias y autos representados en las fiestas de la ciudad, y el poeta Jerónimo de Arbolanche, al que se le atribuyen los textos incluidos en el programa iconográfico de "mujeres ilustres" que adorna la escalera del palacio. 
Sin embargo es más conocido por un curioso poema de épica novelesca, Las Abidas (Zaragoza: Juan Millán, 1566). Con el pretexto de poetizar un mito de los Turdetanos, la leyenda de Abido o Habis, narrada por el historiador romano Trogo Pompeyo, realiza una especie de miscelánea en la que combina motivos caballerescos, bucólicos y alegóricos. Paralela a la variedad de contenido es la variedad de la forma, pues el autor utiliza todo tipo de versos y estrofas, que emplea con suma destreza, en especial el arte menor. Su amplio saber humanístico destaca también por los ecos de literatura clásica y la erudición mitológica que rezuma la obra. El estilo dista mucho de ser llano, de forma que se le ha llegado a nombrar como un precedente del culteranismo. Cervantes ataca este libro en su Viaje del Parnaso. De que el propio Arbolanche se esperaba la crítica da fe no sólo la epístola inicial de su maestro, Melchor Enrico, en la que le aconseja y previene contra envidiosos y maldicientes, sino la respuesta del autor enumera irónicamente sus carencias.

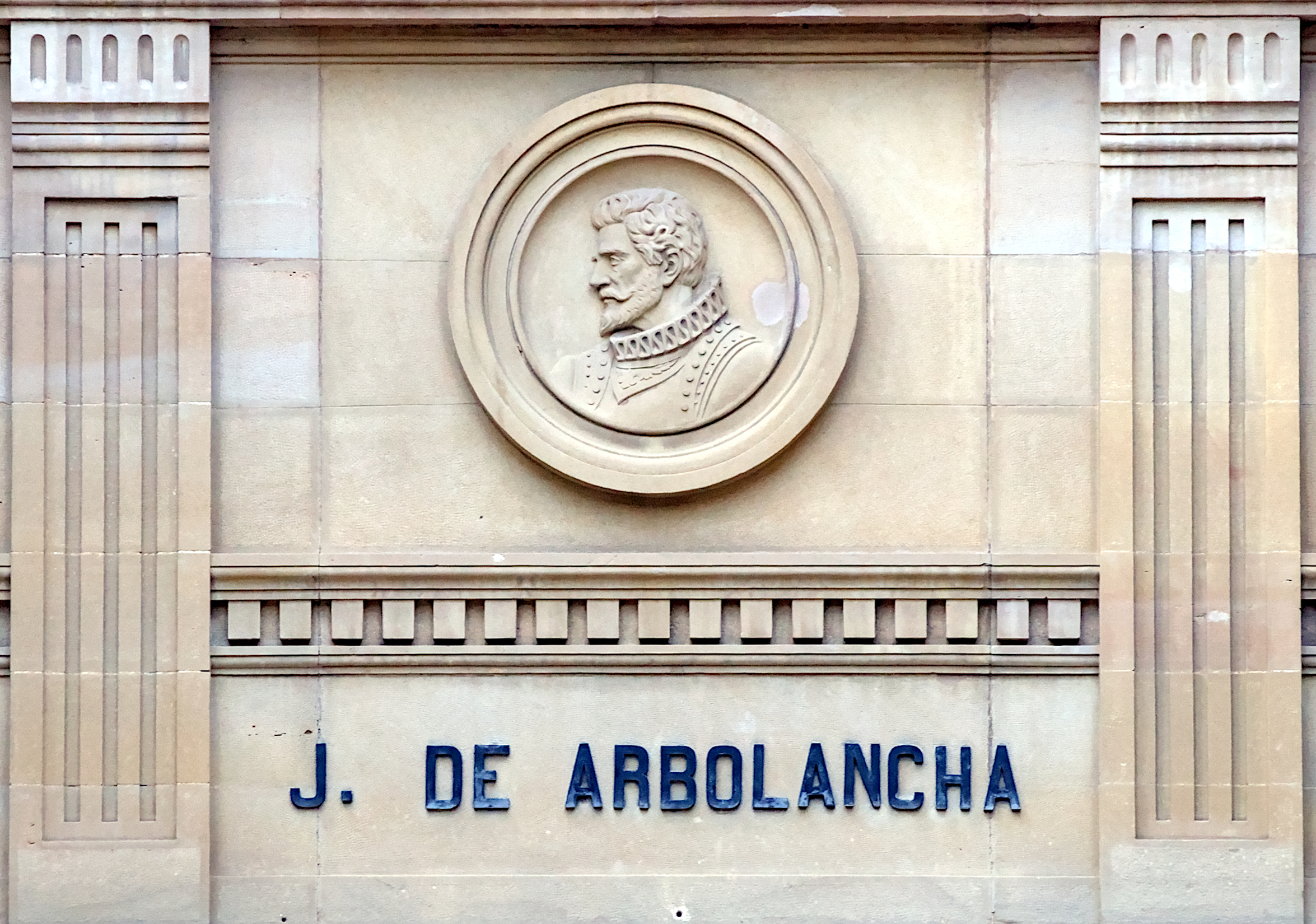
Retrato imaginario de Jerónimo de Arbolancha en la fachada sur del Palacio de Navarra (Pamplona) en el antiguo edificio del Archivo General de Navarra

## Adriana de Egües, musa del poeta
Adriana aparece como una de las musas e inspiradoras de ese movimiento y a ella dedicó el joven poeta Jerónimo de Arbolanche su obra Las Habidas, con un poema que lleva esta dedicatoria: “A la Ilustre Señora Doña Adriana de Egüés y de Biamonte”, y comienza con estos encendidos versos:
En vos todo mi canto se decora
Vos distes a mi tosca pluma lumbre
Más clara que la que nos da la Aurora.
Y así yo vuestro nombre en la alta cumbre
De la fama inmortal he colocado
Siguiendo en alabaros mi costumbre.
También la hace protagonista de su historia pues no hay duda que Adriana de Egüés se esconde tras la princesa Adriana y tras la zagala Andria. De la misma forma que el poeta se esconde tras el pastor Arbolino.
Una lectura detenida del poema permite conocer algunos rasgos de la joven, que tiene apenas 19 años cuando en 1566 se publica el libro. En primer lugar, Arbolanche alaba su hermosura, realzada por su elevada posición social.

Pero además de belleza, resplandecían en ella otras cualidades que la colocaban por encima de todas las de su generación. El poeta afirma categóricamente:
“Que no hay quien mayor loor que mi Adriana

Merezca en toda la Ribera mía”.
Aún son mayores los elogios que le dedica don Melchor Enrico, director del Estudio de Gramática de la ciudad y maestro de Arbolanche, quien en la Epístola que envía a su discípulo, y que aparece en el citado libro, la compara con la diosa Minerva:
“Y aquella tu Adriana que nombraste / (…) /
Con ser como lo es otra Minerva
En casta, y en honesta, y en discreta,

Tanto por sí como por su planeta.”
El final del poema deja ver el gran ascendiente que Adriana de Egüés, tenía en la alta sociedad de Tudela, pues Jerónimo de Arbolanche no duda en pedir su protección y amparo ante las posibles críticas al libro:
Mirad, que os hago de él Ninfa driada
Mirad no consintáis que las Harpías
Hagan en él su nido y su morada,
Que son aves pestíferas y frías
Pues son las lenguas de los maldicientes

De quien se temen las canciones mías.
Algunos, al leer el poema, pudieron preguntarse acerca de las relaciones del poeta y la joven aristócrata. Jerónimo quiso dejar claro que Adriana sólo es su musa y niega las habladurías que corrían por la ciudad.
No porque os tenga yo por mi señora
De la suerte que el mal vulgo podría
Pensar, como el que todo lo devora.
Mas porque tengo yo en la fantasía
Que no hay quien mayor loor que mi Adriana

Merezca en toda la Ribera mía.
Nada más se sabe, por ahora, del tipo de relaciones entre el poeta y la altiva aristócrata que no llegó a nada, ya que ambos siguieron caminos diferentes.